# James Graves

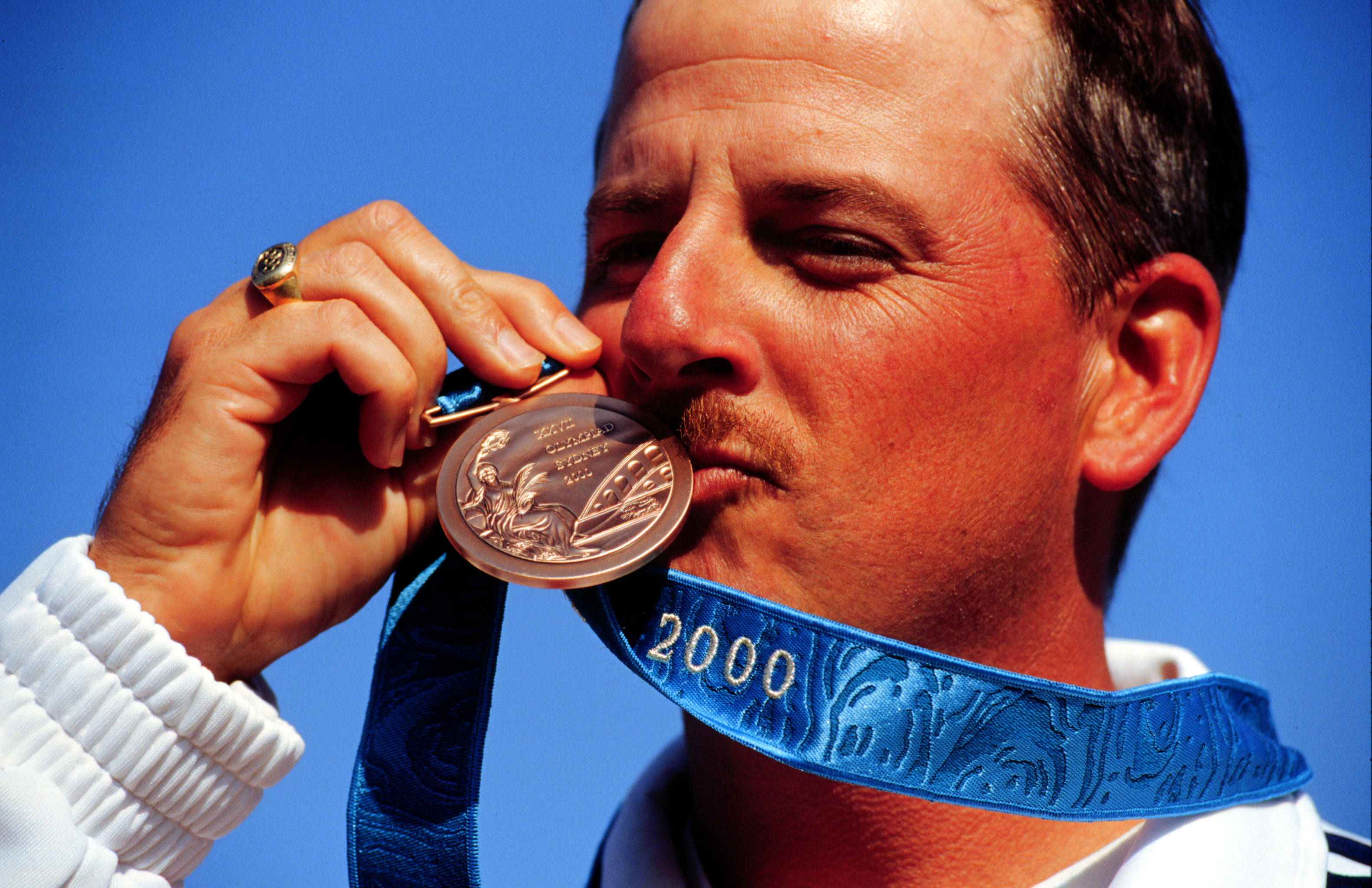
James Graves

James Todd Graves, född 27 mars 1963 i Ruston i Louisiana, är en amerikansk sportskytt.
Han blev olympisk bronsmedaljör i skeet vid sommarspelen 2000 i Sydney.